# 湖南省 (中華民国)
湖南省（こなんしょう）は、中華民国に存在した省。現在の中華人民共和国湖南省にほぼ相当する。

## 管轄区域
東は江西省、西は四川省及び貴州省、南は広東省及び広西省、北は湖北省と接していた。

## 行政沿革
1911年（宣統3年）10月10日、武昌起義により辛亥革命が勃発すると10月20日、湖南新軍は決起、同日中華民国湖南軍政府が成立、翌日中華民国軍政府湖南都督府と改称された。10月25日、立法府としての参議院を設置、26日には民政部、軍政部が設置され所期の行政機構が整備された。
1912年（民国元年）9月13日、全省の最高行政長官として民政長を設置、1914年（民国3年）5月23日に巡按使、1916年（民国5年）7月6日に省長と改称されている。1926年（民国15年）8月3日、湖南省政府は広州国民政府に帰属、1927年（民国16年）1月に武漢国民政府に、同年9月には南京国民政府に帰属した。1949年（民国38年）8月、湖南省政府主席であった程潜と国民党第一兵団指令であった陳明仁が起義を宣言し、中国共産党に帰順を表明し中華民国は実効支配権利を喪失した。

## 省会
1933年（民国22年）8月以前は長沙県に、それ以降は長沙市に設置された。

## 行政区画

### 道制
民初は清代の道が廃止されたが、1913年（民国2年）9月に衡永郴桂道、辰沅永靖道、観察使が設置された。1914年（民国3年）5月23日、全省に湘江道、衡陽道、武陵道、辰沅道の4道が設置された。1920年（民国9年）9月、湖南省督軍譚延闓により道制は廃止された。
- 湘江道
- 衡陽道
- 武陵道
- 辰沅道

### 県級行政区画
中華人民共和国成立直前の管轄行政区画は下記の2市77県。（50音順）
- 市
  - 衡陽市
  - 長沙市
- 県
  - 安化県
  - 安郷県
  - 安仁県
  - 永興県
  - 永順県
  - 永綏県
  - 永明県
  - 益陽県
  - 懐化県:1942年4月、辰渓県、芷江県、黔陽県の一部に新設。
  - 会同県
  - 嘉禾県
  - 岳陽県
  - 華容県
  - 漢寿県
  - 宜章県
  - 祁陽県
  - 黔陽県
  - 桂東県
  - 桂陽県:清代の平陽県。1913年2月改称。
  - 沅江県
  - 乾城県:1913年9月、乾県として設置。1914年1月改称。
  - 沅陵県
  - 晃県
  - 江華県
  - 衡山県
  - 衡陽県
  - 古丈県
  - 資興県:清代の興寧県。1914年1月改称。
  - 芷江県
  - 湘陰県
  - 湘郷県
  - 湘潭県
  - 常徳県:清代の武陵県。1912年10月改称。
  - 常寧県
  - 城歩県
  - 邵陽県:1912年9月設置。同年10月宝慶県と改称。1926年再改称。
  - 汝城県
  - 漵浦県
  - 慈利県
  - 新化県
  - 新田県
  - 辰渓県
  - 新寧県
  - 綏寧県
  - 靖県
  - 石門県
  - 桑植県
  - 大庸県:清代の永定県。1914年1月改称。
  - 茶陵県
  - 長沙県
  - 郴県
  - 通道県
  - 道県
  - 東安県
  - 桃源県
  - 南県
  - 寧遠県
  - 寧郷県
  - 武岡県
  - 平江県
  - 鳳凰県
  - 保靖県
  - 麻陽県
  - 攸県
  - 耒陽県
  - 藍山県
  - 隆回県
  - 竜山県
  - 瀏陽県
  - 臨湘県
  - 臨武県
  - 臨澧県:清代の安福県。1914年1月改称。
  - 酃県
  - 澧県
  - 醴陵県
  - 零陵県
  - 瀘渓県